# Sigmund Spitzner senior

Porträt Sigmund Spitzner senior, Burgmuseum Parsberg

Sigmund Spitzner senior (* 30. Juli 1891 in Parsberg; † 14. November 1962) war ein deutscher Maler und Kunsterzieher.

## Leben
Sigmund Spitzners Vater war der Maler und Bildhauer Johann Nepomuk Spitzner. Nach Beendigung seiner Schulzeit arbeitete Sigmund Spitzner ab 1904 in der väterlichen Werkstatt. Von 1908 bis 1914 besuchte er die Königliche Kunstgewerbeschule München. Von 1919 bis 1921 studierte er an der Akademie der Bildenden Künste München bei  Carl Johann Becker-Gundahl.
Nach einem einjährigen Studienaufenthalt in Spanien war er von 1923 bis 1925 Schüler von Professor Herterich an der Münchner Akademie und wurde anschließend dessen Meisterschüler. Ab 1930 arbeitete Sigmund Spitzner als freiberuflicher Maler. Nach der Heirat des Künstlers und der Fertigstellung eines Wohnhauses mit Atelier in Parsberg zog er 1951 in seinen Geburtsort zurück.
Von 1936 bis zu seinem Tod erhielt er zahlreiche öffentliche Aufträge. Hauptthemen seiner Arbeit waren das Porträt und die Landschaftsmalerei. Sigmund Spitzner blieb zeitlebens seiner oberpfälzischen Heimat verbunden. Ein weiterer Schwerpunkt seiner Arbeit waren zahlreiche Kirchenrestaurierungen und die Ausführung vieler Deckenfresken in insgesamt über 30 Kirchen, darunter die katholische Pfarrkirche St. Andreas (Parsberg). Darüber hinaus schuf er im staatlichen Auftrag Mosaiken und war in der Bildhauerei tätig.
Am 24. November 1962 verstarb der Künstler im Alter von 71 Jahren.

## Werk
Sigmund Spitzners Werk spielt eine bedeutende Rolle in der oberpfälzischen Kunstgeschichte. Seine Arbeiten umfassen Porträts, Landschaftsmalereien und zahlreiche Kirchenrestaurierungen. Besonders bekannt ist er für seine Deckenfresken in über 30 Kirchen, darunter die katholische Pfarrkirche St. Andreas in Parsberg. Spitzners der akademischen Kunst des 19. Jahrhunderts verpflichteten Werke zeichnen sich durch ihre Technik und die harmonische Verbindung von Farbigkeit und Komposition aus.

## Rezeption
Sigmund Spitzner senior hat einen bedeutenden Einfluss auf die Region Parsberg und die Oberpfalz ausgeübt.
Spitzner war für die Restaurierung und Ausgestaltung von über 30 Kirchen in der Oberpfalz verantwortlich. Besonders hervorzuheben sind seine Deckenfresken in der katholischen Pfarrkirche St. Andreas in Parsberg. Diese Werke sind ein Zeugnis seiner meisterhaften Technik und seines tiefen Verständnisses für religiöse Kunst.
Seine Kunstwerke, die oft biblische Szenen und religiöse Symbole darstellen, sind nicht nur ästhetisch ansprechend, sondern auch spirituell bedeutend. Sie bieten den Gläubigen eine visuelle Verbindung zu ihrem Glauben und tragen zur Atmosphäre der Andacht bei. Die Mosaiken in der Kirche Mariä Geburt in Frauenberg, die das Lamm Gottes, die Arche Noah und einen Hirsch an der Wasserquelle zeigen, sind Beispiele für seine Fähigkeiten.
Spitzners Einfluss geht jedoch weit über seine Deckengemälde hinaus. Seine Arbeiten sind im Burgmuseum Parsberg ausgestellt und bieten Einblicke in die Kunstgeschichte der Region.

## Werkliste
- Deckenfresko Christi Geburt in der Mariahilfkirche zu Neumarkt (1939)
- Deckenfresko in der katholischen Pfarrkirche auf dem Sulzbürg
- Deckenfresken in der katholischen Pfarrkirche St. Andreas in Parsberg
- Mosaiken in der Kirche Mariä Geburt (Frauenberg):
- Mosaiken am Kalvarienberg[7] in Parsberg in der dortigen Ölbergkapelle

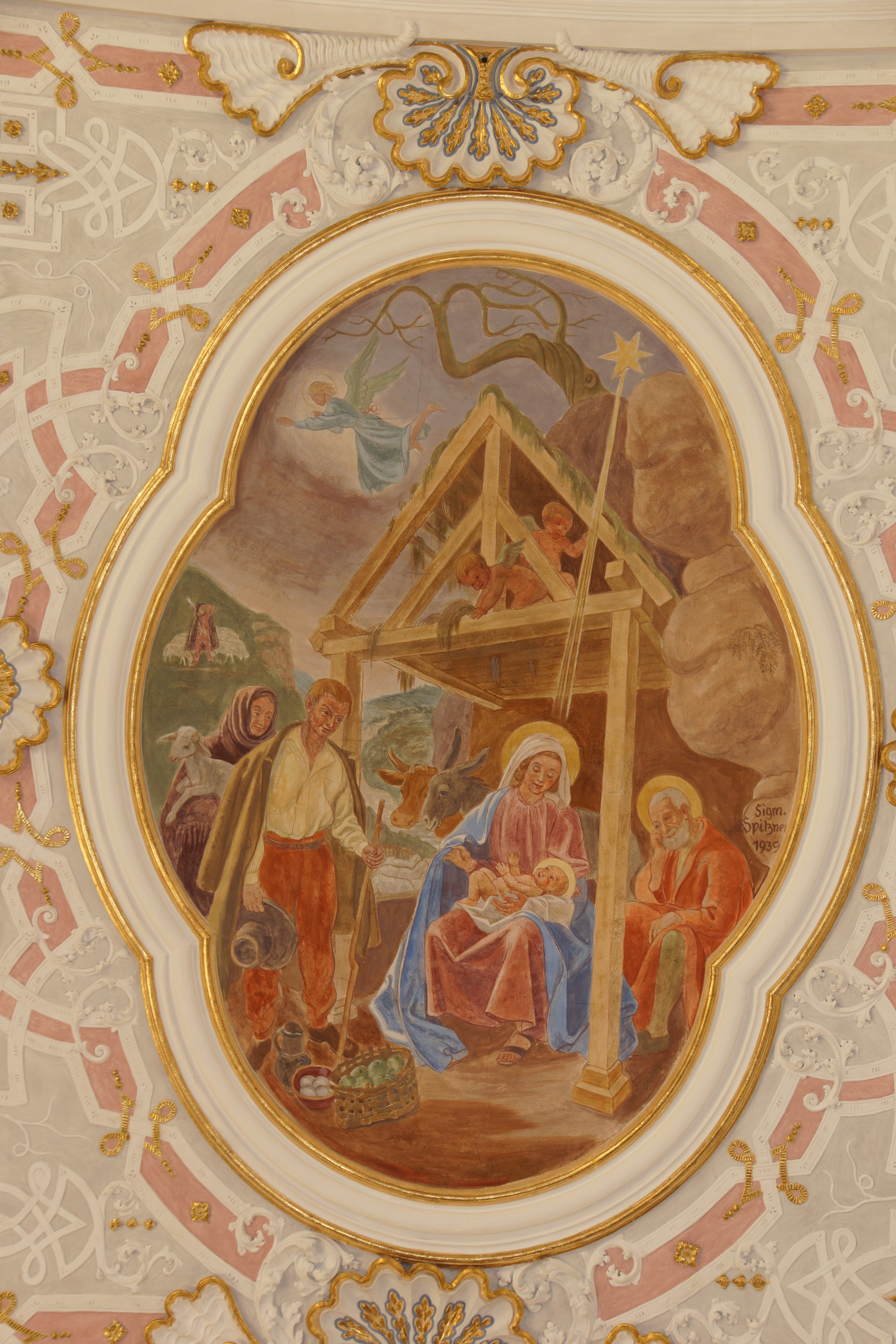
Deckenfresko Mariahilf, Neumarkt
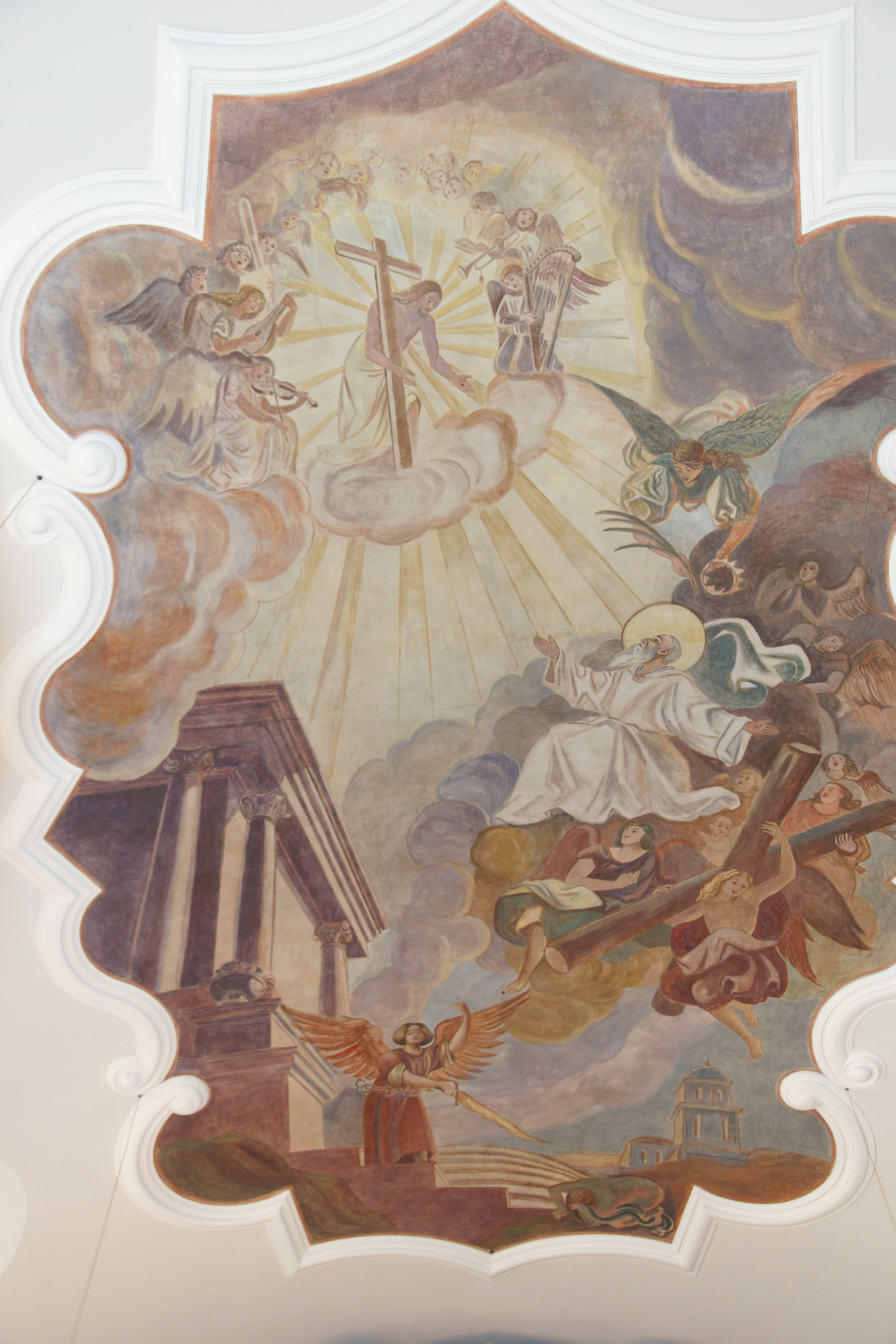
Deckenfresko St. Andreas, Parsberg
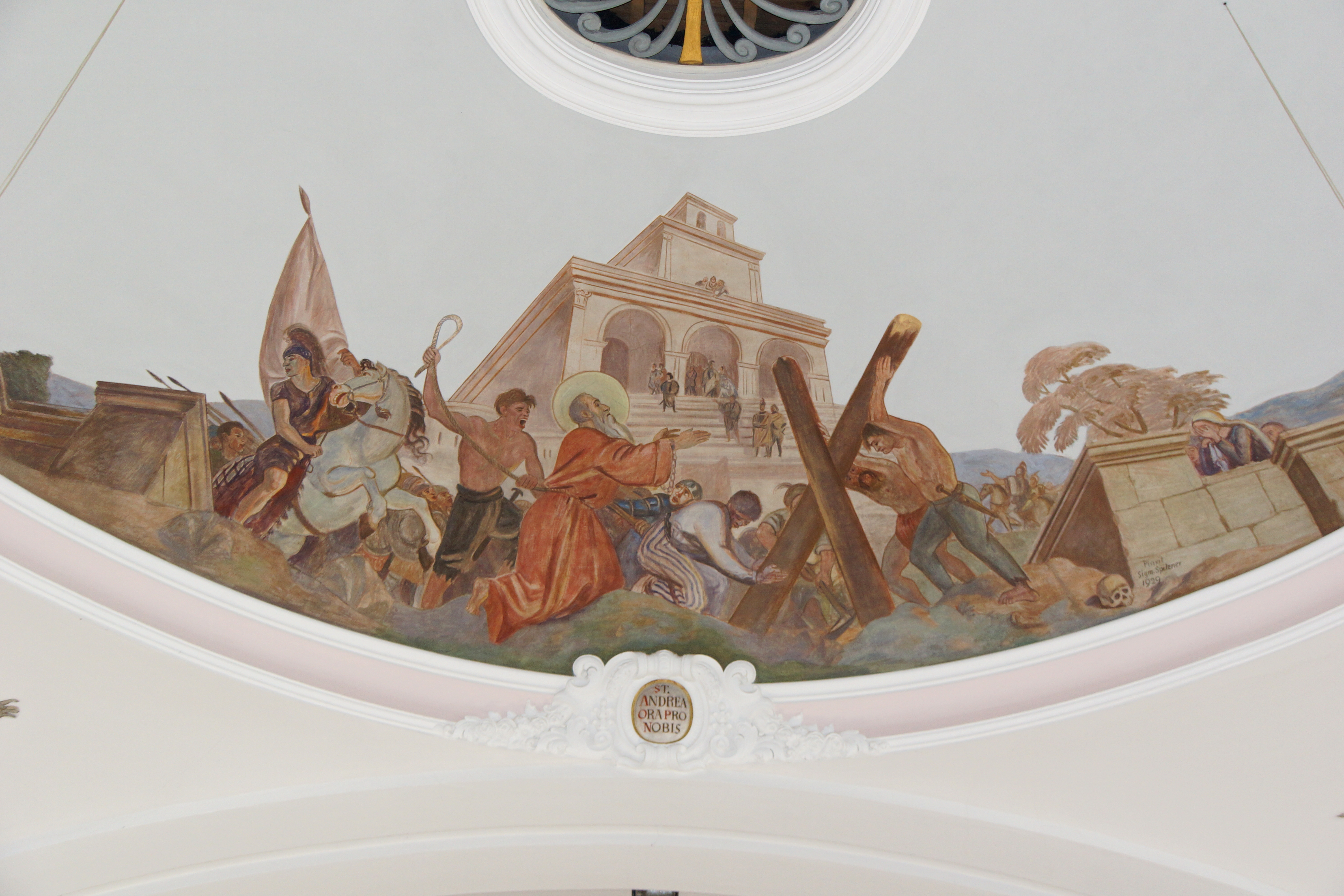
Deckenfresko St. Andreas, Parsberg